# 阿莱茨豪森
阿莱茨豪森是德国巴伐利亚州的一个市镇。总面积17.66平方公里，总人口1097人，其中男性572人，女性525人（2011年12月31日），人口密度62人/平方公里。